# Gevlekte pieterman
De gevlekte pieterman (Trachinus araneus) is een straalvinnige vissensoort uit de familie van pietermannen (Trachinidae). De wetenschappelijke naam van de soort is voor het eerst geldig gepubliceerd in 1829 door Cuvier.
De vis wordt gemiddeld 25 tot 30 cm lang met een maximale lengte van 40 cm. Hij is geelbruin met zwarte vlekken op de flanken en de staartvin is gevlekt met een zwarte rand. De soort heeft giftige stekels.

## Leefgebied
De gevlekte pieterman is een kustvis die voorkomt in de gehele Middellandse Zee en langs de Atlantische kust van Portugal tot Angola. De soort leeft tot diepten van 100 meter.